# Ab incunabulis

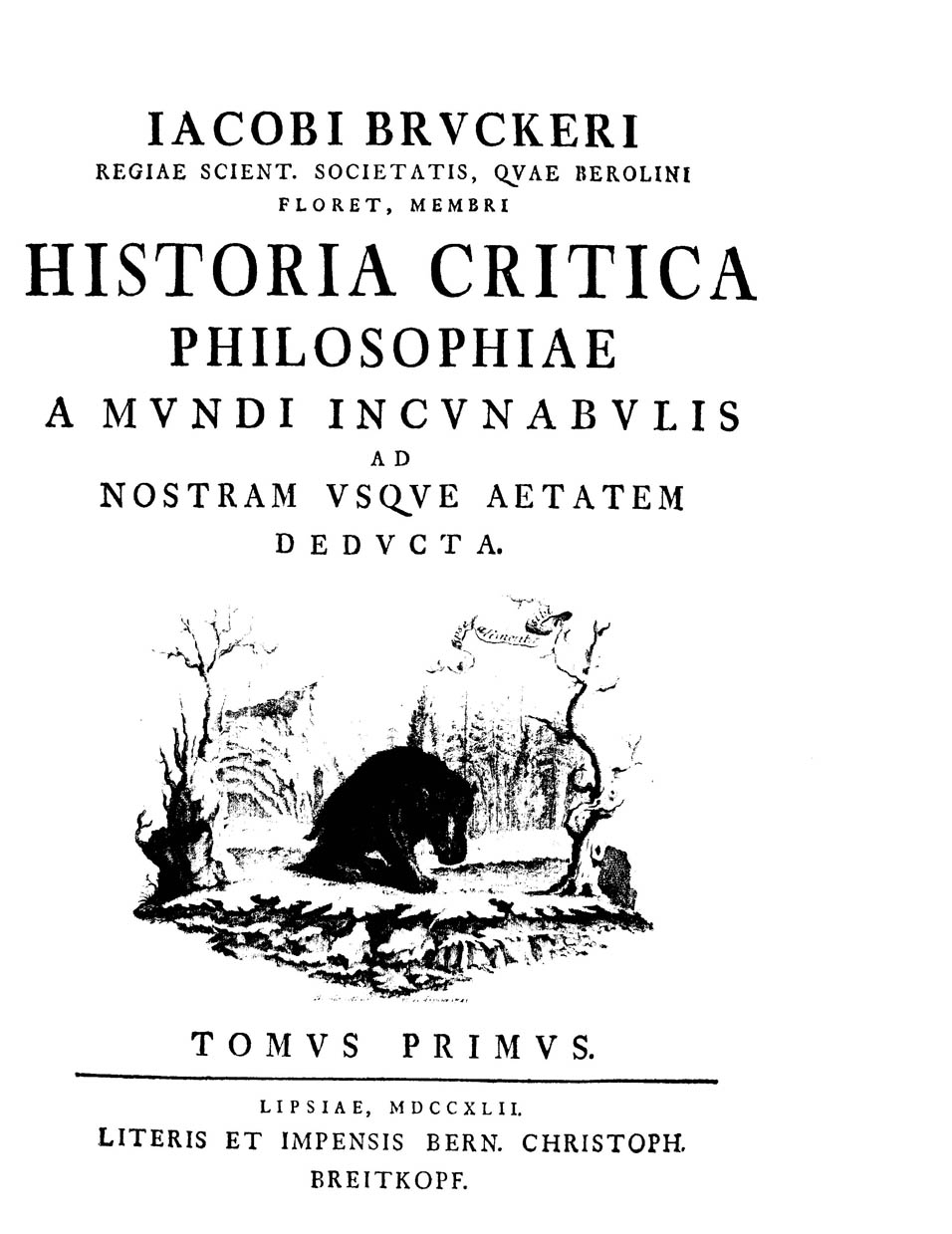
Frontespizio dell'opera Historia critica philosophiae a mundi incunabulis di Johann Jacob Brucker

Ab incunabulis è una locuzione latina che significa "dalla culla", in latino cuna.
Già nel mondo classico il termine oltre che il valore proprio  "Dall'infanzia", (ad esempio in Plauto  ha assunto anche il significato "Dai primordi". In Tito Livio  troviamo  Ab incunabulis  imbutum odio tribunorum 
Spesso l'espressione si completava nella frase ab incunabulis ad obitum dalla nascita alla morte.
La locuzione si trova nelle raccolte anche di livello popolareggiante. Dalla stessa espressione, applicata al sorgere dell'arte tipografica prima typographiae incunabola è derivato il termine incunabolo per indicare le opere stampate nel XV secolo.